# 迪普洛克法院
迪普洛克法院（英語：Diplock courts）為英國政府於1973年8月8日在北愛爾蘭問題期間，在北愛爾蘭所建立的一種特別的刑事法院。

## 概論
陪審團審判的審判權因某些"表列罪行"(scheduled offences)而被暫停，而法院僅有一位法官。法院組織以2007年司法與安全法進行了修訂，但仍然維持了大致上相同的架構。於2012年1月迪普洛克法院審理"布萊恩·施里弗斯"(Brian Shrivers)與"科林·達菲"二位北愛爾蘭共和軍成員謀殺英國士兵，案由起於2009年在安特里姆鎮真愛爾蘭共和軍攻擊"馬瑟林軍事基地"(Massereene army base)事件中殺害兩名英國士兵。
法院是依據肯尼斯·迪普洛克男爵於1972年12月向英國國會提交的報告而成立的，其中涉及通過未經審訊關押的手段而處理愛爾蘭共和主義的問題。

## 參閱
- 特別刑事法院: 愛爾蘭相當的迪普洛克法院。
- 城堡法院
- 流血星期日
- 弗雷迪·斯卡帕迪奇

## 外部連結
- The Diplock Courts in Northern Ireland : a fair trial?  （页面存档备份，存于）
- Ex-soldier wins right to appeal against Diplock trial （页面存档备份，存于）
- The Diplock Courts in Northern Ireland: A Fair Trial? （页面存档备份，存于）